# Salomé Alexi
Pour les articles homonymes, voir Alexi.
Salomé Alexi, de son vrai nom Nutsa Alexi-Meskhishvili (en géorgien : ნუცა ალექსი-მესხიშვილი)
et parfois orthographié Salome Aleksi, née le 1er mars 1966  à Tbilissi en Géorgie (à l’époque en URSS), est une  cinéaste géorgienne, scénariste, réalisatrice de courts et longs métrages franco-géorgiens.

## Biographie
Elle naît dans une famille imprégnée de cinéma –sa mère est la réalisatrice Lana Gogoberidze et sa grand-mère Nutsa Gogoberidze fut la première réalisatrice géorgienne, et après son diplôme des Beaux-Arts elle entre en 1988 au Studio cinéma de Tbilissi comme designer. De 1992 à 1996, elle suit une formation cinématographique à la Fémis, à Paris. En 1998 et 1999, elle est journaliste pour le Conseil de l’Europe, à Strasbourg. Elle partage ensuite son temps ensuite entre Tbilissi et Hambourg. 
Ses premiers courts métrages, Une Nuit et Si on allait à la mer sont produits à la Fémis en France. 
Son premier long métrage, une production franco-germano-géorgienne, Kreditis Limiti est sélectionné au 16e Festival international du film de Tbilissi, au 10e Rencontres films femmes Méditerranée de Marseille et au Festival international du film de La Rochelle
 en 2015. 

## Filmographie

### Long métrage
- 2014 : en géorgien : Kreditis limiti, en anglais : Line of Credit  et en  français : Ligne de crédit

### Courts métrages
- 2009 : en géorgien : Bedniereba, en anglais : Felicita
- 1996 : Si on allait à la mer ?
- 1994 : Une nuit

## Prix
- Felicita : mention spéciale au 66e Festival du film de Venise (2009), award au Festival du film de Torun (Pologne) Tofifest (2010), mention spéciale au Festival du film de Trieste (2010)